# Суходолов, Александр Петрович
Алекса́ндр Петро́вич Суходо́лов (род. 26 апреля 1956, Иркутск, Иркутская область, СССР) — советский и российский учёный, доктор экономических наук (1997), профессор (1998). Ректор (с 2014 года) Байкальского государственного университета. Заслуженный экономист РФ.

## Биография
Родился 26 апреля 1956 года в Иркутске. В 1973—1974 году работал электромонтёром на Иркутском центральном телеграфе. В 1974—1976 годах служил в Советской Армии. В 1976 году поступил, а в 1983 году окончил Иркутский институт народного хозяйства по специальности «Экономика и организация строительства», получив квалификацию инженера-экономиста. Работал в тресте «Иркутсклесстрой» Минлесбумпрома СССР: в 1976—1978 годах — плотник, в 1978—1982 годах — учебный мастер, в 1982—1987 гг. — инженер, старший инженер, завлабораторией экономического анализа «Иркутсклеспрома».
С января 1987 по октябрь 1993 года работал в Институте экономики и организации промышленного производства СО АН СССР (Новосибирск). С 1990 года — эксперт Госкомприроды России. В 1990—1993 годах — депутат районного Совета. В 1994—1997 годах — экономический советник комитета по лесной политике администрации Иркутской области. С 1997 года — младший научный сотрудник, заведующий и главный научный сотрудник Института экономики и организации промышленного производства СО РАН.
В 1992 году окончил аспирантуру МГУ им. М. В. Ломоносова (специальность 08.00.19 — «Экономика природопользования»), в 1996 году — докторантуру ИЭ РАН и ИГЭА, защитив докторскую диссертацию на тему: «Крупномасштабные региональные эколого-экономические проблемы: Подходы и варианты решения».
24 октября 2014 года избран ректором Байкальского государственного университета (за его кандидатуру проголосовало 89 % — 147 из 165 выборщиков).
Женат, имеет троих детей.

## Научная деятельность
Автор более 200 научных работ. Некоторые работы:
- «Концепция развития Байкальского региона и роль в ней энергетики» (М., 1988 г.);
- «Эколого-экономические подходы к решению Байкальской проблемы» (М., 1992 г.);
- «Специфика экономических интересов в регионах с экологическими приоритетами» (Иркутск, 1993 г.);
- «Целлюлозно-бумажная промышленность Байкальского региона: проблемы и перспективы развития» (Новосибирск, 1995);
- «Экономика Сибири в XX веке» (Новосибирск, 1996 г.).